# لوئیز فرناندو کوریا سالز
لوئیز فرناندو کوریا سالز (به پرتغالی: Luiz Fernando Corrêa Sales) هافبک اهل برزیل است که در شهر Carmo da Mata-میناس گرایس و در تاریخ ۱۷ ژوئیهٔ ۱۹۸۸ به دنیا آمده‌است.
لوئیز فرناندو کوریا سالز در تیم‌های فوتبال کروزیرو سابقهٔ حضور دارد.